# الصناعات العسكرية في إيران

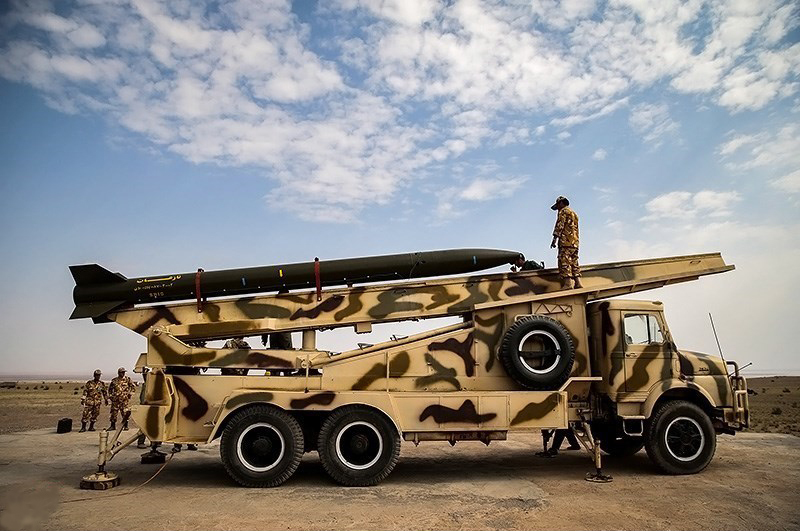
صاروخ نازعات باليستي قصير المدی

الصناعات العسكرية الإيرانية هي أسلحة تصنعها وتنتجها الجمهورية الإسلامية الإيرانية ويشير مسؤولون إيرانيون أن عائدات الحكومة الإيرانية من الصناعات العسكرية حققت دخلا يساوي 100 مليون دولار سنة 2003م.

## تاريخ الصناعة العسكرية الإيرانية
ولدت الصناعة العسكرية الإيرانية الحديثة خلال حكم شاه إيران الأخير محمد رضا بهلوي حيث كان العمال الإيرانيون يقومون بتركيب وتجميع قطع الطائرات والطائرات العمودية والصواريخ الموجهة والقطع الإلكترونية والدبابات لصالح شركات أمريكية مثل بال وليتون ونورثروب.
و في سنة 1973م أُنشئت الشركة الإيرانية للإلكترونيات IEI بهدف تركيب وصيانة المعدات العسكرية الأجنبية التي تمتلكها إيران. ورغم تضييق قوانين تصدير السلاح الأمريكي ضلت إيران حتى الثورة الإسلامية تستلم كميات كبيرة من السلاح الغربي وخاصة من أمريكا.
سنة 1979م قامت المؤسسة الإيرانية للصناعات العسكرية بخطاها الأولى في الميدان الصناعي بتقليد أسلحة سوفياتية مثل ال الأر بي جي 7 و BM21 وصواريخ SAM-7. كما أنها دخلت في شراكة مع إسرائيل في برنامج تطوير صاروخي يسمى Project Flower فيما رفض طلبها الانضمام إلى برنامج أمريكي للتطوير الصاروخي.
بعد الثورة الإسلامية الإيرانية أدى الحصار الاقتصادي والحظر الدولي للأسلحة على إيران والذي كانت الولايات المتحدة الأمريكية تقوده إلى جعل إيران تعتمد على قدراتها الخاصة لتطوير صناعتها العسكرية. حيث قامت الدولة بتكليف قوات حرس الثورة الإسلامية بالتعهد وتتبع الصناعة العسكرية. وقد شهدت الصناعة العسكرية الإيرانية توسعا هاما برعاية حراس الثورة. مما جعل إيران ونظرا للموارد الكبيرة التي وضعتها وزارة الدفاع في خدمة هذا المشروع تنتج في زمن وجيز ترسانة صاروخية.

## منتجات الصناعة العسكرية الإيرانية

### عتاد عسكري لسلاح الجو

#### طائرات مقاتلة وشبيهاتها
- آذرخش طائرة براكب واحد مقاتلة وتستعمل أيضا لأغراض التدريب .[6]
- صاعق 80 طائرة مقاتلة وتسمى أحيانا أوفاز .
- شفق مقاتلة خفيفة وتستعمل أيضا كطائرة تدريب.

#### طائرات نقل
إيران 140 وهي عبارة عن أنتونوف 140 مصنعة محليا

#### طائرات أخرى ذات جناح ثابت
- باراستو وهي نسخة عن الطائرة المدفوعة بالمراوح بيش أف 33 بونانسا وتستعمل للتدريب
- دورنا طائرة تدريب نفاثة
- JT2-2 Tazarv النسخة المطورة الثالثة من دورنا

#### مروحيات
- بانها 2091 وهي لن تكن تقليد وتطوير لل إيه إتش-1 كوبرا
- شوابيز 2061 وهي تقليد وتطوير لل بيل 206
- شوابيز 275 وهي تطوير وتقليد لل بيل 204/205
- شاهيد 274
- مروحية شاهد 285[7]

#### طائرات بدون طيار
- شاهد 129[8]
- أبابيل
- مهاجر ولها 4 نسخ.[9][10][11]
- ابابيل 3[12][13]
- طائرة حماسة[14]
- فطرس (طائرة بدون طيار)[15]
- كرار
- ساهند
- فاراز 1
- فاراز 2
- سابوقبال
- شاهين (طائرة بدون طيار)
- سرير 1

#### تطويرات الطائرات الأجنبية
- تقول إيران أنها تمكنت من إدخال تطويرات على طائراتها الأمريكية من نوع إف-4 فانتوم الثانية F-5 إف-14 توم كات
  - تطوير ال نورثروب إف-5 إلى ال نورثروب إف-5 وتدعى سيمورغ

#### أسلحة أخرى
- قدر قنبلة موجهة كهروبصريا
- زوعبين قنبلة موجهة كهروبصريا

### صواريخ

#### صواريخ ذو مدى ما فوق المتوسط
وهي الصواريخ التي يتراوح مداها بين 3000 و 10000 كيلومتر
- بدر-110 وهو صاروخ يصل مداه إلى 3000 كيلومتر
- شهاب-4 مداه يصل 2500-4500 كيلومتر
- شهاب-5 مداه يصل 6000 كيلومتر
- شهاب-6 صاروخ عابر قارات يصل مداه 10000 كيلومتر
- سجیل

#### صواريخ متوسطة المدى
وهي صواريخ مداها بين 1000 و 3000 كيلومتر
- شهاب 3 ومداه 2100 كيلومتر
- فجر 3

#### صواريخ قصيرة المدى
وهي صواريخ يتراوح مداها إلى 1000 كيلومتر
- شهاب-2 ومداها 750 كيلومتر وهي تصميم يعتمد على تصميم السكود
- شهاب-1 ومداها 350 كيلومتر وهي تطوير لسكود
- فاتح 110 مداها 200 كيلومتر
- زلزال-3
- زلزال-2 مداها 200 كيلومتر
- زلزال-1
- فجر 5
- فجر 3
- فجر 2
- أوغاب

#### أنظمة دفاع جوية صاروخية محمولة
- ميثاق 2
- ميثاق-1 وهي تطوير من المنظومة الصينية Chinese QW-1 Vanguard
- ستريلا-2
- تور ام 1 وهي منظومة صاروخية روسية الصنع يعتقد أنها لحماية المنشئات النووية من خطر المقاتلات المعادية

#### منظومات دفاع جوية أخرى
- فجر 27 وهو رشاش سريع من العيار الثقيل

#### صواريخ مضادة للدبابات
- الطوفان 1
- طوفان 2
- رعد وهي نسخة وتطوير ل AT-3b Sagger
- طوسان وهي نسخة من 9م113 كونكورس
- أر بي جي حيث من المتوقع أن تحقق إيران 2.88% من مبيعات اللأر بي جي سنة 2014
- صايغي وهي تطوير للأر بي جي

#### صواريخ مضادة للطائرات
- صواريخ هوك
- صياد 1
- شهاب ثاقب
- ميثاق 2

### عتاد سلاح البر

#### دبابات
- توزان
- ذو الفقار
- صفير 74
- كرار

#### عربات نقل محصنة
- كوبرا
- براق
- بي تي أر-60

#### مدفعية
- رعد1
- رعد 2

#### عتاد عسكري للمشاة
- جي 3 تصنع برخصة من هكلر آند كوخ الألمانية
- أم جي 3 تصنع برخصة من راين ميتال الألمانية
- توندار وهو رشاش يصنع بترخيص من هكلر آند كوخ الألمانية
- إيه كيه إم
- رشاش بي كي
- دوشكا رشاش سوفياتي
- خيبر وهو مقابل لل M 16 الأمريكي
- زعاف وهو مسدس
- بذلات واقية من الرصاص
- أقنعة غاز

### عتاد البحرية

#### مدمرات
- موج
- جمران

#### طرادات
- سينا 1

#### غواصات
- غدير
- سابحات 15
- ناهانغ

#### دوريات بحرية
- عاشورا
- بايكان
- طارق
- MIG-S-1800
- MIG-S-1900
- MIG-S-2600
- MIG-S-3700 LCU

#### صواريخ بحرية
- كوثر
- فجري داريا
- نصر

نور
- ثاقب وهو نسخة من الصاروخ الصيني اتش كيو-7

#### طوربيدات
- حوت وهو طوربيد تجوفي يعتقد أنه نسخة أو هو الصاروخ الروسي شكفال

### إلكترونيات
- نظام التسديد للدبابات تي-72
- مستقبلات راديو.
- أنظمة محاكات الطائرات والدبابات للتدريب
- الرادار حسيب
- الردار بصير 110
- أنظمة مراقبة كهروبصرية
- أنظمة كاميرا للتصوير عن طريق القمار الصناعية
- مستشعرات ليزر
- أنظمة رؤية ليلية

## معرض الصور

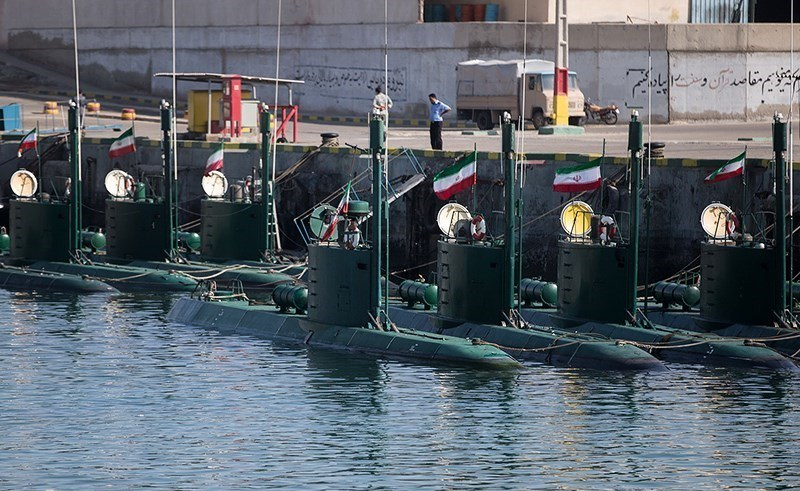
غواصة غدير هي طراز من غواصات إيرانية لاستخدام في مياه الإقليمية والخليج العربي
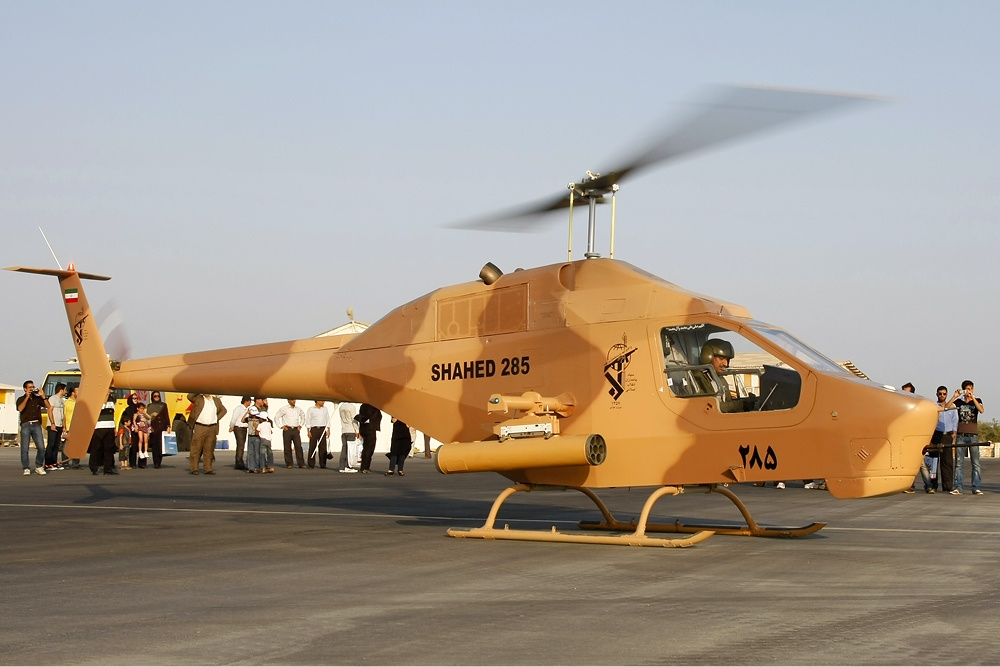
مروحية شاهد 285 إيرانية الصنع تابعة للحرس الثوري الإيراني
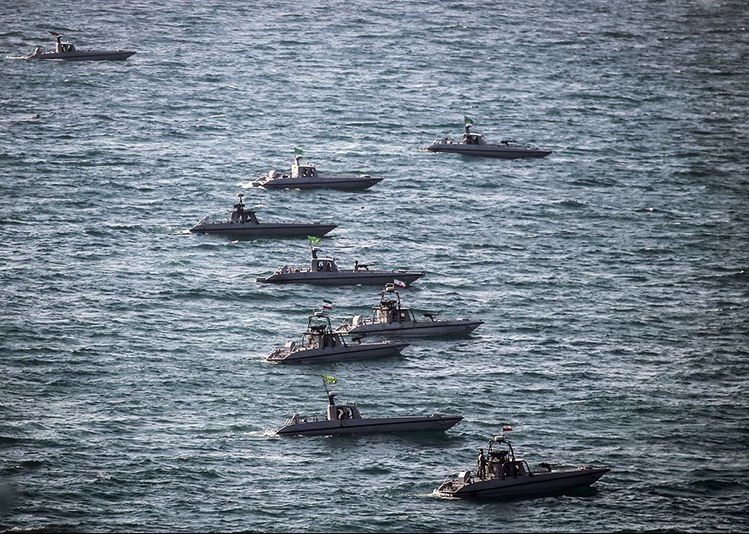
القوارب السريعة الإيرانية في مناورات الولاية 94
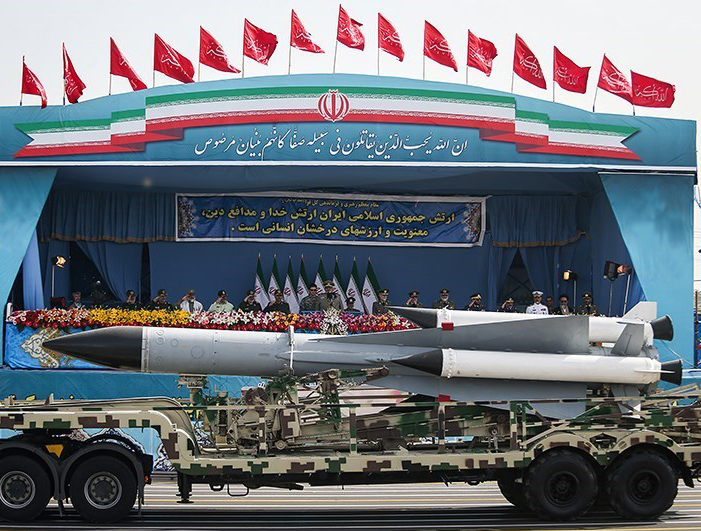
صاروخ اس-200 الإيراني
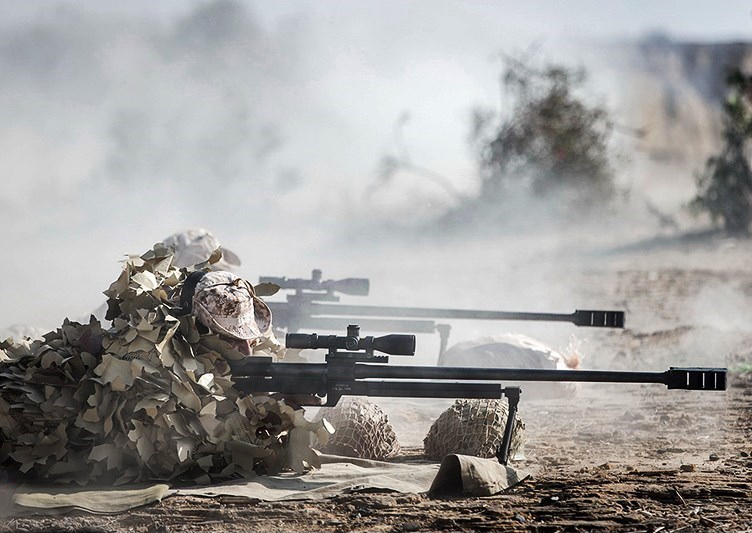
قناص صياد الإيراني
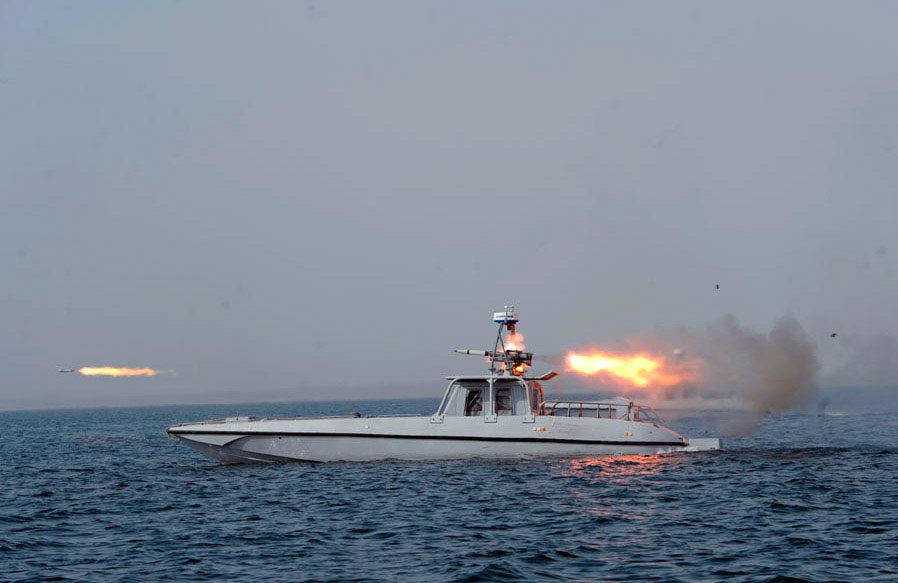
القارب الصاروخي الإيراني في مناورات الولاية 90
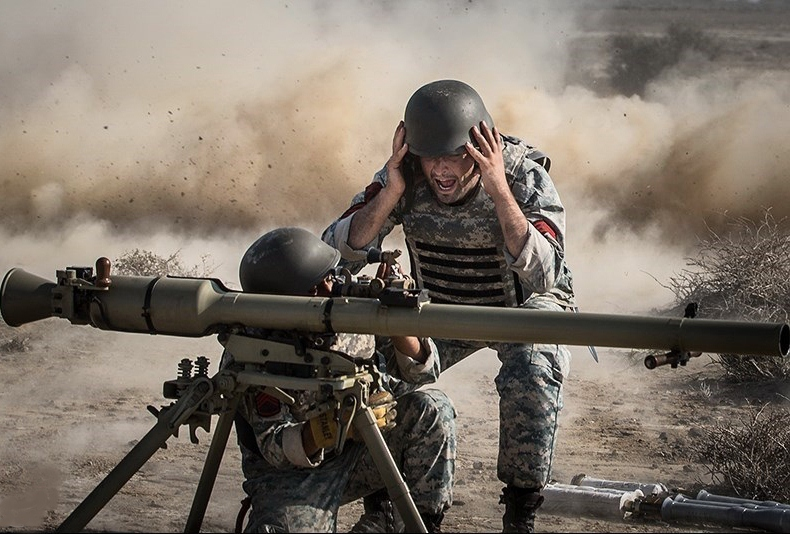
راجمة الصورايخ SPG-9 في مناورات الولاية 94

## التطورات في أنظمة الدفاع الجوي
يواصل قطاع الدفاع الإيراني تطوير أنظمة دفاع جوي جديدة، مثل AD-120. هذا النظام قادر على اعتراض مختلف التهديدات الجوية على مدى أقصى يبلغ 120 كيلومترًا وارتفاع يصل إلى 27 كيلومترًا. يُجسّد AD-120 تركيز إيران على تحقيق الاكتفاء الذاتي في تقنيات الدفاع الجوي.

## زيادة ميزانية الدفاع
ردًا على تصاعد التوترات الإقليمية، أعلنت إيران عن خطط لزيادة ميزانية دفاعها بنسبة 200%. تهدف هذه الدفعة الكبيرة إلى تعزيز القدرات العسكرية والأمنية للبلاد في ظل الصراعات المستمرة والتهديدات المتصورة.

## المشاركة في المعارض الدفاعية الدولية
تسعى إيران جاهدةً إلى توسيع صادراتها الدفاعية من خلال المشاركة في معارض الأسلحة الدولية. ومن الجدير بالذكر أن إيران عرضت معداتها العسكرية إلى جانب دول أخرى، بما في ذلك منافسوها الجيوسياسيون، في معرض دفاعي في فيتنام. تُبرز هذه الخطوة جهود إيران الرامية إلى ترسيخ مكانتها كلاعب رئيسي في سوق الأسلحة العالمية.

### تعزيز التعاون العسكري مع روسيا
تعمّقت الشراكة الاستراتيجية بين إيران وروسيا، لتشمل قطاعات مختلفة، بما في ذلك التعاون العسكري. ويتجلى هذا التحالف في مشاريع مشتركة مثل خط سكة حديد رشت-أستارا، وهو جزء من ممر النقل الدولي بين الشمال والجنوب (INSTC)، والذي يهدف إلى تعزيز التواصل والعلاقات الاقتصادية بين البلدين. تعكس هذه التطورات الجهود الإيرانية المستمرة لتعزيز قدراتها الدفاعية، وتوسيع نفوذها، والتنقل عبر المناظر الجيوسياسية المعقدة.

#### اقتناء طائرات سوخوي سو-35 الروسية المقاتلة
في يناير 2025، أكدت إيران شراء طائرات سوخوي سو-35 روسية الصنع. وأكد علي شدماني، القائد البارز في الحرس الثوري الإسلامي، أن هذا الاستحواذ يهدف إلى تعزيز القوات الجوية والبرية والبحرية الإيرانية. ولم يُكشف عن العدد الدقيق للطائرات ومواعيد التسليم. تشير هذه الخطوة إلى تعميق التعاون العسكري بين إيران وروسيا، مما يثير مخاوف الدول الغربية بشأن تداعيات هذا التعاون. قائد الحرس الثوري الإيراني يقول إن إيران اشترت مقاتلات سوخوي 35 روسية الصنع تم الاسترجاع في 16 فبراير 2025</ref>